# Bucorvus
Bucorvus es el único género de la familia de aves bucerotiformes Bucorvidae, que incluye los cálaos terrestres del África subsahariana.

## Especies
Se reconocen dos especies de Bucorvus:
- Bucorvus abyssinicus - cálao terrestre norteño
- Bucorvus leadbeateri - cálao terrestre sureño

Gracias a unos restos fósiles se conoce la existencia de un prehistórico cálao hoy extinguido, Bucorvus brailloni, del Mioceno medio de Marruecos.